# Harry Ward (dartsjátékos)
Harry Ward (Burton-upon-Trent, 1997. június 13. –) angol dartsjátékos. 2014-től 2020-ig, majd 2023-tól a Professional Darts Corporation tagja. Beceneve "Big H".

## Pályafutása

### BDO
Ward-nak 2015-ben sikerült bejutnia a BDO ifjúsági vb-döntőjébe, ahol végül 3–0-ás vereséget szenvedett Colin Roelofs-tól.

### PDC
2019 januárjában Wardnak sikerült megszereznie a PDC versenyein való induláshoz szükséges Tour Card-ot, miután az első napon legyőzte Mark McGeeneyt.
Ward még ebben az évben megszerezte első tornagyőzelmét a PDC-nél: egy Barnsley-ban rendezett Players Championship állomáson a német Max Hoppot győzte le 8–7-re.
Az év végén sikerült kvalifikálnia magát a 2020-as PDC-dartsvilágbajnokságra. A vb-n az első körben 3–2-re győzött a lett Madars Razma ellen, a második fordulóban viszont kikapott az ausztrál Simon Whitlock-tól.
2020 szeptemberében bejelentette, hogy a 2020-as szezon végén bizonytalan időre felfüggeszti pályafutását a PDC-nél. 2023-ban visszatért.

## Világbajnoki szereplései

### PDC
- 2020: Második kör (vereség  Simon Whitlock ellen 0–3)

## Tornagyőzelmei

### PDC
Players Championships
- Players Championship (BAR): 2019